# Tövisi református templom
A tövisi református templom műemlék Romániában, Fehér megyében. A romániai műemlékek jegyzékében az AB-II-m-A-00373 sorszámon szerepel.